# 黄花機場T1T2駅
黄花機場T1T2駅（こうかきじょうティーいちティーにえき、中文表記: 黄花机场T1T2站、英文表記: Huanghua Airport T1 & T2 station）は、中華人民共和国湖南省長沙市長沙県にある長沙地下鉄6号線の駅である。

## 駅周辺
- 長沙黄花国際空港
- 機場大道
- 臨空路